# カタール・レール
カタール・レール（英: Qatar Rail）またはカタール鉄道会社（カタールてつどうかいしゃ、英: Qatar Railways Company）は、カタール国の首都ドーハにある鉄道事業者である。
カタール国にて完成された、世界クラスの鉄道システムを設計および実装するために、2011年に設立された。

## プロジェクト
カタール・レールは、数十億の最先端の鉄道プロジェクトを現在建設しており、かつカタール・レールは所有者となり、かつカタール国の鉄道網の管理、かつ設計、建設、委託、運行、および鉄道網とシステム全体の保守に対しての責任がある。
3つの主要な鉄道網プロジェクトは、ドーハ・メトロ、カタール鉄道長距離およびルサイル・トラムからなる。
カタール・レールの鉄道網は、旅客輸送および貨物輸送のために、約750kmの鉄道路線と、100駅からなる。
ドーハ・メトロ
地下鉄網の大部分は、ドーハおよびその郊外を含めた4路線からなる。
ルサイル・トラム
新都市ルサイルのトラムの4路線は、大環状線1路線と小環状線3路線からなる。
カタール鉄道長距離旅客および貨物鉄道
ドーハとカタール国の北部および西部の都市、かつ来たるべきGCC鉄道システムを持つ国とを結ぶ。